# Онишки (Оржицкий район)

Онишки (укр. Онішки) — село,
Онишковский сельский совет,
Оржицкий район,
Полтавская область,
Украина.
Код КОАТУУ — 5323683801. Население по переписи 2001 года составляло 927 человек.
Является административным центром Онишковского сельского совета, в который не входят другие населённые пункты.

## Географическое положение
Село Онишки находится на левом берегу реки Оржица, которая через 8 км впадает в реку Сула,
выше по течению на расстоянии в 5,5 км расположено село Маяковка,
на противоположном берегу — пгт Оржица.
Река течёт по искусственному руслу, вокруг много ирригационных каналов, к селу примыкает большое осушенное торфяное болото.
По селу протекает пересыхающий ручей с запрудой.
Рядом проходят автомобильные дороги Т-1709 и Т-1713.

## История
- До 1921 года село называлось Онушки.
- Воскресенская[2] церковь известна с 1763 года[3]
- Между 1914 и 1941 присоеденен хутор Беланов[4]
- Село указано на карте частей Киевского, Черниговского и других наместничеств 1787 года как Онушки[5]

## Экономика
- «Онишки», сельскохозяйственное ООО.
- Оржицкий райавтодор.
- Инкубаторно-птицеводческое предприятие.

## Объекты социальной сферы
- Школа.

## Экология
- На торфяных болотах в засушливые годы бывают пожары.

## Известные жители и уроженцы
- Срибнова, Валентина Ивановна (1929 — ?) — Герой Социалистического Труда.